# Daan Steur
Daan Steur (Volendam, 6 augustus 2002) is een Nederlandse voetballer die als verdediger voor FC Volendam speelt.

## Clubcarrière
Steur begon te voetballen bij RKAV Volendam waarna hij op 10-jarige leeftijd in de jeugd van FC Volendam terecht kwam, maar vertrok vervolgens in het seizoen 2020/21 terug naar RKAV Volendam. Bij RKAV Volendam promoveerde hij met het team naar de Tweede divisie, waarna hij een tweede kans kreeg bij FC Volendam. In 2024 tekende Steur zijn eerste profcontract voor één seizoen met optie tot nog een seizoen. Op 11 augustus 2024 maakte Steur zijn debuut in de hoofdmacht van FC Volendam, in de uitwedstrijd tegen De Graafschap op de De Vijverberg (4-3 verlies) startte hij in de basis als linksback. Met FC Volendam promoveerde hij in het seizoen 2024/25 naar de Eredivsie.
In 2025 verlengde Steur zijn contract met twee seizoenen met een optie tot een extra seizoen, hij werd in het seizoen 2025/26 verhuurd aan V.V. IJsselmeervogels.

## Clubstatistieken
| Seizoen | Club        | Competitie     | Competitie | Competitie | Beker | Beker | Overig | Overig | Totaal | Totaal |
| Seizoen | Club        | Competitie     | Wed.       | Dlp.       | Wed.  | Dlp.  | Wed.   | Dlp.   | Wed.   | Dlp.   |
| ------- | ----------- | -------------- | ---------- | ---------- | ----- | ----- | ------ | ------ | ------ | ------ |
| 2024/25 | FC Volendam | Eerste divisie | 5          | 0          | 1     | 0     | 0      | 0      | 6      | 0      |
| Totaal  | Totaal      | Totaal         | 5          | 0          | 1     | 0     | 0      | 0      | 6      | 0      |

Bijgewerkt t/m 29 april 2025.

## Erelijst
| Competitie     | Aantal      | Jaren       |
| FC Volendam    | FC Volendam | FC Volendam |
| -------------- | ----------- | ----------- |
| Eerste divisie | 1x          | 2024/25     |

## Privé
Steur studeerde accountancy aan de Universiteit van Amsterdam.